# Liodytes rigida
Liodytes rigida (блискучий вуж-ракоїд) — вид змій родини полозових (Colubridae). Ендемік США.

## Опис
Блискучі вужі-ракоїди мають кремезну будову тіла і досягають довжини 41 см (враховуючи хвіст), максимально 80 см. Верхня частина тіла у них оливково-коричнева, у деяких особин на спині є дві чорнуваті смуги. Надгубні луски жовті. Нижня частина тіла жовта, поцяткована двома рядами чорних плям, які спереду зливаються у один ряд. На нижній стороні хвоста у деяких особин є чорна смуга, а у деяких вона відсутня. Спинні луски кілеваті, за винятком перших двох рядів, формують 19 рядів. Луски першого ряду (що примикають до вентральних лусок) гладкі, а другі слабо кілеваті. Вентральних лусок 132-142, анальна пластинка розділена. Субкаудальних лусок 51-71, вони розділені.

## Підвиди
Виділяють три підвиди:
- Liodytes rigida deltae (Huheey, 1959) — Міссісіпська низовина;
- Liodytes rigida rigida (Say, 1825) — рівнини на узбережжі Атлантичного океану (від Вірджинії до Алабами);
- Liodytes rigida sinicola (Huheey, 1959) — рівнини на узбережжі Мексиканської затоки (Техас, Луїзіана, північна Флорида, Алабама).

## Поширення і екологія
Блискучі вужі-ракоїди мешкають на південному сході США, від сходу Вірджинії через схід Північної Кароліни і Південної Кароліни та південь Джорджії до півночі Флориди і далі на захід через південь Алабами і Міссісіпі до півдня Арканзасу і Оклахоми, сходу Техасу і Луїзіани. Вони живуть на болотах та інших водно-болотних угіддях, у кипарисових заболочених лісах, на затоплюваних луках і рисових полях. Ведуть напівводний спосіб життя. Живляться раками. Живородні.